# Bland County
Bland County är ett administrativt område i delstaten Virginia, USA, med 6 824 invånare. Den administrativa huvudorten (county seat) är Bland. 

## Geografi
Enligt United States Census Bureau så har countyt en total area på 929 km². 929 km² av den arean är land och 0 km² är vatten.  

### Angränsande countyn
- Mercer County, West Virginia - nord
- Giles County - nordost
- Pulaski County - sydost
- Wythe County - syd
- Smyth County - sydväst
- Tazewell County - väst